# Aksaj (přítok Aktaše)
Aksaj nebo Asagalyl na horním toku Bonnoj jasei (rusky Аксай, Асагалыль, Бонной ясеи) je řeka v Čečensku a v Dagestánu v Rusku. Je 144 km dlouhá. Povodí má rozlohu 1390 km².

## Průběh toku
Pramení na svazích Andijského hřbetu. Na horním toku má charakter horské řeky, zatímco na dolním toku rovinné. Ústí zleva do Aktaše (povodí Kaspického moře).

## Vodní stav
Zdrojem vody jsou převážně podzemní prameny. V létě jsou charakteristické prudké povodně, které jsou způsobené náhlými dešti.

## Využití
Využívá se k zavlažování a zisku vodní energie.